# Logone Occidental
Logone Occidental er en af de 23 regioner i Tchad. Regionens hovedby er Moundou. Regionen består af det som tidligere var præfekturet Logone Occidental.

## Inddeling
Logone Occidental-regionen er inddelt i tre departementer:
| Departement | Hovedby  | Underpræfekturer                           |
| ----------- | -------- | ------------------------------------------ |
| Dodjé       | Beinamar | Beinamar, Krim Krim, Laoukassy, Tapol      |
| Lac Wey     | Moundou  | Deli, Moundou                              |
| Ngourkosso  | Benoye   | Bao, Bebalem, Beladjia, Benoye, Saar Gogne |

## Demografi
Regionen havde en befolkning på 455.140 indbyggere i 1993. Mere end 90 % af regionens indbyggere er af den etniske gruppe ngambai.